# Коста ди Мецате
Коста ди Мецате (итал. Costa di Mezzate) је насеље у Италији у округу Бергамо, региону Ломбардија.
Према процени из 2011. у насељу је живело 2986 становника. Насеље се налази на надморској висини од 218 м.

## Становништво
| 1936. | 1951. | 1961. | 1971. | 1981. | 1991. | 2001. | 2011. |
| ----- | ----- | ----- | ----- | ----- | ----- | ----- | ----- |
| 1.112 | 1.270 | 1.353 | 1.464 | 1.805 | 2.098 | 2.747 | 3.271 |